# Kristīne Opolais

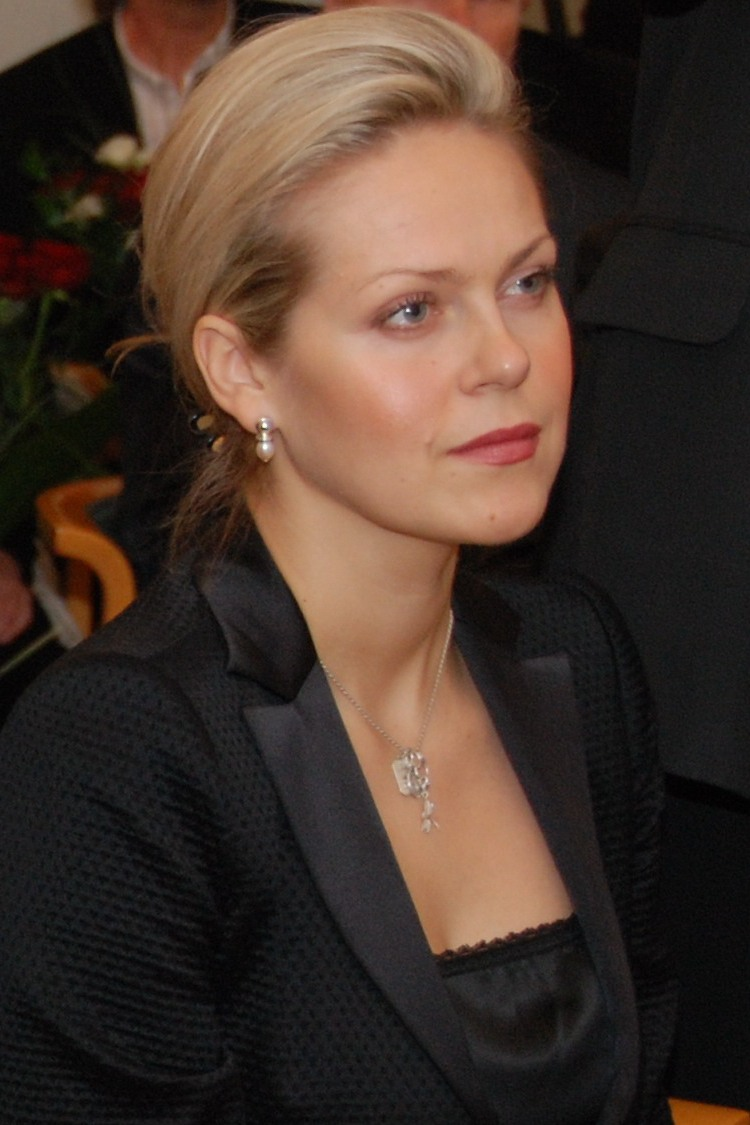
Kristīne Opolais, 2009

Kristīne Opolais (* 12. November 1979 in Rēzekne, Lettische SSR, Sowjetunion) ist eine lettische Sopranistin.

## Leben
Kristīne Opolais wurde in eine musikbegeisterte Familie geboren: Ihre Mutter sang, ihr Vater spielte klassische und Jazztrompete. Ihre musikalische Ausbildung begann mit 7 Jahren. In ihrer Heimatstadt besuchte sie die Jāņa Ivanova Rēzeknes mūzikas vidusskola, ein Fachgymnasium der musikalischen Ausbildung. Anschließend studierte sie Gesang bei Regīna Frīnberga und an der Lettischen Musikakademie Jāzeps Vītols in Riga, bei Margarita Gruzdeva und Lilija Greidāne und später bei Margreet Honig in Amsterdam.

## Künstlerische Entwicklung
Ab 2001 sang Kristīne Opolais im Chor der Lettischen Nationaloper und schon zwei Jahre darauf als Solistin (bis 2007), gefördert von Intendant Andrejs Žagars und von Chefdirigent Andris Nelsons.
2006 gab sie ihr Debüt an der Staatsoper Unter den Linden (in der Titelpartie in Tosca von Giacomo Puccini), 2008 an der Mailänder Scala und an der Wiener Staatsoper (als Mimì in La Bohème von Giacomo Puccini), 2010 an der Bayerischen Staatsoper (in der Titelpartie in Rusalka von Antonín Dvořák) und beim Festival d’Aix-en-Provence, 2011 am Royal Opera House Covent Garden, 2012 am Opernhaus Zürich (in der Titelpartie in Jenůfa von Leoš Janáček) und 2013 an der Metropolitan Opera in New York. Im April 2014 schrieb Kristīne Opolais, wie Peter Gelb, General Manager der Metropolitan Opera, es ausdrückte, „Met-Geschichte“, als sie – nach ihrem Debüt in der Titelrolle in Madama Butterfly am Vortag – tags darauf bei der Premiere von La Bohème innerhalb weniger Stunden anstelle der erkrankten Sopranistin Anita Hartig einsprang und die Rolle der Mimì sang. Die Titelpartie in Manon Lescaut von Giacomo Puccini sang sie im Juni 2014 an der Londoner Royal Opera und im November 2014, als sie Anna Netrebko vertrat, an der Bayerischen Staatsoper.
Neben der Oper gab Kristīne Opolais Konzerte u. a. in der Tonhalle Zürich, im Burgtheater, beim „Nobelkonsert“ 2014, dem Festkonzert anlässlich der Verleihung der Nobelpreise in Stockholm, bei den Salzburger Festspielen (14. Sinfonie von Schostakowitsch), mit dem WDR Sinfonieorchester Köln, dem Gewandhausorchester Leipzig und dem BBC Philharmonic.
In der Saison 2016/2017 übernahm sie an der Metropolitan Opera erneut die Titelpartie in Dvořáks Rusalka. 2022 sang sie im Theater an der Wien die Tosca in einer Inszenierung von Martin Kušej.

## Familie
2011 heiratete Kristīne Opolais den Dirigenten Andris Nelsons. 2011 wurde ihre gemeinsame Tochter geboren. Nur gelegentlich traten Kristīne Opolais und Andris Nelsons gemeinsam auf. Sie wurden 2018 geschieden.

## Auszeichnungen
- Im Jahre 2004 wurde Kristīne Opolais der Pauls-Sakss-Preis verliehen, benannt nach dem lettischen Tenor Pauls Sakss (1878–1966).
- 2005 gewann sie den Lettischen Theaterpreis in der Kategorie „Beste Opernkünstlerin“ sowie den Preis der Lettischen Kulturstiftung.
- 2006 und noch einmal 2007 wurde sie mit dem Großen Lettischen Musikpreis geehrt.
- 2016 wurde sie mit dem Drei-Sterne-Orden (Triju Zvaigžņu ordenis) geehrt, der höchsten Auszeichnung ihres Heimatlandes.[18]